# OCEANUS
Pour les articles homonymes, voir Oceanus.
OCEANUS (en anglais : Origins and Composition of the Exoplanet Analog Uranus System) est un concept de mission élaboré en 2016 et présenté en 2017 comme un futur candidat potentiel dans le cadre d'une mission du Programme New Frontiers vers la planète Uranus,. Le concept est développé par des étudiants en ingénierie astronautique de l'Université Purdue lors du 2017 NASA/JPL Planetary Science Summer School. OCEANUS est un orbiteur qui permettrait une étude détaillée de la structure de la magnétosphère et de la structure intérieure de la planète, ce qui ne serait pas possible avec une mission de survol.
En raison du développement technologique requis et de la dynamique orbitale planétaire, le concept suggère un lancement en août 2030 sur une fusée Atlas V 511 et une insertion sur l'orbite d'Uranus pour 2041.

## Description

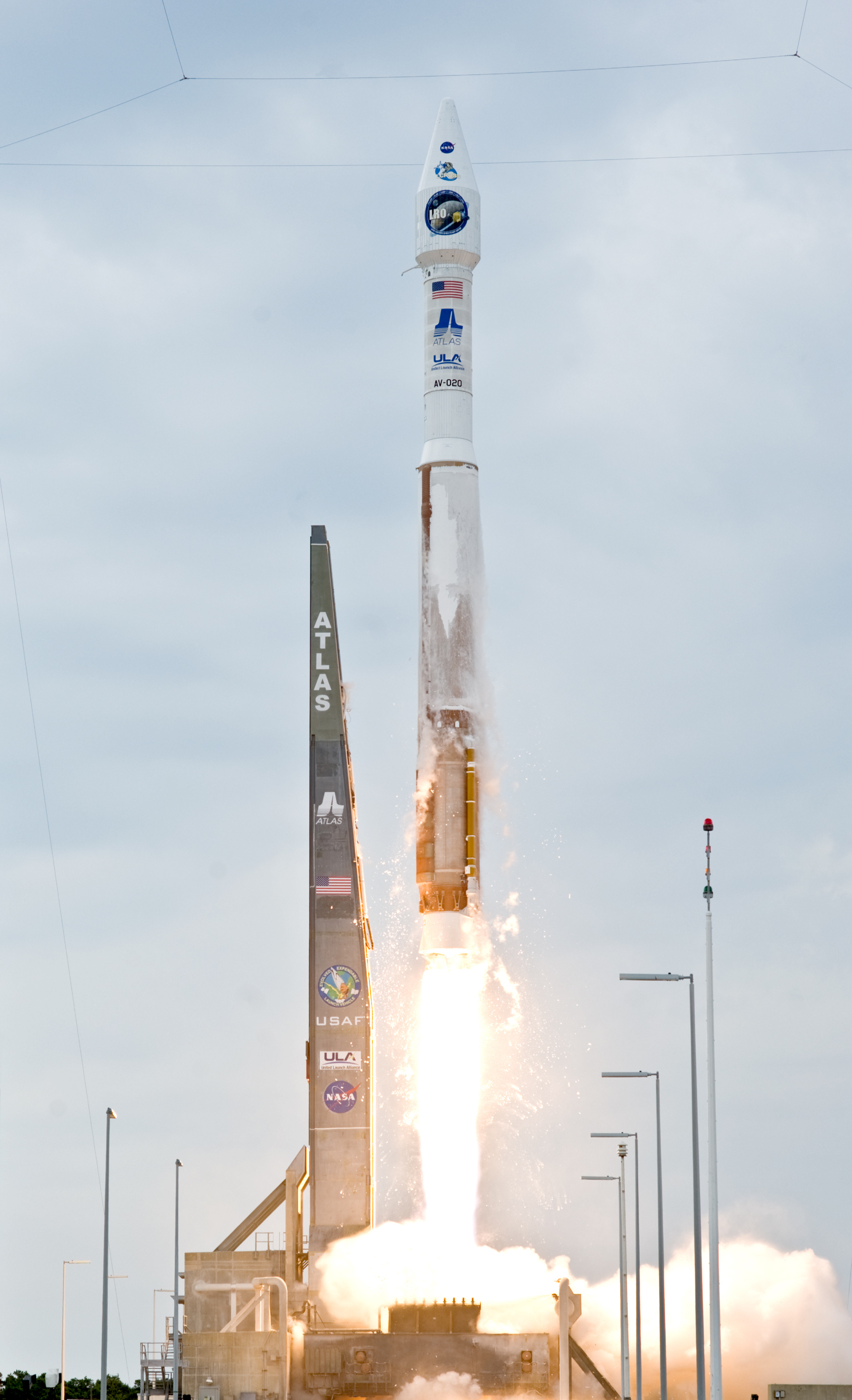
Atlas V, proposé comme lanceur pour OCEANUS.

Les planètes géantes de glace sont le type de planète le plus courant selon les données de Kepler. Le peu de données disponibles sur Uranus, une planète géante de glace, proviennent d'observations au sol et du seul survol de la sonde spatiale Voyager 2, de sorte que sa composition et sa structure exactes sont pratiquement inconnues, tout comme son flux de chaleur interne, la cause de son champ magnétiques unique et l'origine de son inclinaison de l'axe extrême. Il s'agit donc d'une cible incontournable pour l'exploration selon le Planetary Science Decadal Survey,. Les principaux objectifs scientifiques d'OCEANUS sont d'étudier la structure intérieure d'Uranus, sa magnétosphère et l'atmosphère uranienne.
Le budget de mission requis est estimé à 1,2 milliard de dollars. Le concept de mission n'a cependant pas été officiellement proposé au programme New Frontiers de la NASA pour évaluation et financement. La mission porte le nom d'Oceanus, le dieu grec de l'océan qui est fils du dieu grec Uranus.

## Energie et propulsion
Étant donné qu'Uranus est éloignée du Soleil (demi-grand axe de 20 UA), et que l'énergie solaire reçue devient trop faible après Jupiter, il est proposé que l'orbiteur soit alimenté par trois générateurs thermoélectriques à radio-isotopes multi-missions (MMRTG),, un type de générateur thermoélectrique radio-isotopique. Il y a suffisamment de plutonium à la disposition de la NASA pour alimenter seulement trois MMRTG supplémentaires comme celui utilisé par le rover Curiosity,. L'un est déjà engagé sur le rover Mars 2020. Les deux autres n'ont pas été affectés à une mission ou à un programme spécifique et pourraient être disponibles d'ici la fin 2021.
Une deuxième option possible pour alimenter l'engin spatial serait un petit réacteur nucléaire alimenté à l'uranium, comme le système Kilopower en développement à partir de 2019. La trajectoire vers Uranus nécessiterait une assistance gravitationnelle de Jupiter, mais de tels alignements sont calculés pour être rares dans les années 2020 et 2030, de sorte que les fenêtres de lancement seront rares et étroites. Si le lancement se produit en 2030, la sonde atteindrait Uranus environ 11 ans plus tard en 2041 et utiliserait deux moteurs-fusées à ergols liquides pour l'insertion orbitale.
Alternativement, la fusée SLS pourrait être utilisée pour un temps de croisière plus court mais il en résulterait une vitesse d'approche plus rapide, ce qui rendrait l'insertion orbitale plus difficile, d'autant plus que la densité de l'atmosphère d'Uranus est inconnue pour planifier un aérofreinage sûr.
La configuration orbitale et la distance nécessiteraient deux assistances gravitationnelles de Vénus (en novembre 2032 et août 2034) et une terrestre (octobre 2034) ainsi que l'utilisation d'un moteur ionique à moins de 1,5 UA.
La phase scientifique se déroulerait à partir d'une orbite hautement elliptique et effectuerait un minimum de 14 orbites.

## Charge utile
La charge utile scientifique comprendrait des instruments pour une étude détaillée des champs magnétiques et pour déterminer le champ de gravité global d'Uranus, : 
- UMAG (en anglais : Uranus Magnetometer) : un magnétomètre ayant pour objectif d'étudier la magnétosphère et sa potentielle génération par effet dynamo.
- GAIA (en anglais : Gravity and Atmospheric Instrument Antenna) : utilisant une antenne de communication embarquée, elle transmettant à la fois dans les fréquences de la bande X et de la bande Ka pour la radio-science, ce qui permettrait de cartographier le champ de gravité global d'Uranus.
- UnoCam (en anglais : Uranus' Juno Cam) : une caméra couleur en lumière visible pour détecter les potentiels obstacles à la navigation dans le système d'anneau d'Uranus et pour fournir des images panoramiques.
- URSULA (en anglais : Understanding Real Structure of the Uranian Laboratory of Atmosphere) : une sonde atmosphérique qui serait larguée dans l'atmosphère d'Uranus juste avant l'insertion en orbite. Elle descendrait avec un parachute et mesurerait les abondances de gaz nobles, les abondances naturelles, la température, la pression, les profils de vent verticaux, la composition et la densité des nuages[1] avec un spectromètre de masse, un néphélomètre et un oscillateur ultra-stable.